# Herefordshire School
De Hereforshire School of Sculpture is de naam voor een groep lokale kunstenaars die werkzaam waren tussen ca. 1130 en 1160. Sculpturen behorende tot deze School zijn te vinden in Herefordshire, Shropshire, Worcestershire, Gloucestershire, Warwickshire, Monmouthshire en Powys. De sculpturen kenmerken zich door invloeden die zijn overgenomen uit de Angelsaksische kunst, Ierland, Scandinavië, Frankrijk en Spanje. Opvallend zijn de in verhouding grote, ovale hoofden met de grote, bollende ogen. Het haar lijkt vaak op een hoofddeksel. Vaak worden ook slangen, vogels en vlechtwerk afgebeeld. 
In de literatuur zijn twee beeldhouwers van de School bij naam genoemd: Chief Master en Aston Master. Beide hebben een zeer kenmerkende stijl. 
De sculpturen komen enkel voor op kerkgebouwen, waar zij voornamelijk te vinden zijn op deurportalen, kraagstenen, koorbogen, timpanen en doopvonten. Enkele van de bekendste werken zijn te vinden in Kilpeck, Shobdon, Leominster, Stretton Sugwas, Brinsop, Eardisley, Castle Frome en Rowlestone. In totaal zijn ruim 20 kerkgebouwen gedecoreerd met sculpturen in de stijl van de Herefordshire School.